# Jean Ces
Jean François Louis Ces, född 5 september 1906 i Béziers, död 25 december 1969 i Béziers, var en fransk boxare.
Ces blev olympisk bronsmedaljör i bantamvikt i boxning vid sommarspelen 1924 i Paris.